# Kōji Nishimura
Kōji Nishimura (西村 弘司?, Nishimura Kōji; Iga, 7 luglio 1984) è un ex calciatore giapponese, di ruolo portiere.

## Carriera
Cresciuto nel Yokkaichi CT HS, viene ingaggiato dal Kyoto Sanga nel 2003 con cui ottiene la promozione nella massima serie al termine della stagione 2007 sconfiggendo nello spareggio promozione/retrocessione il Sanfrecce Hiroshima. Nel 2008 passa al Nagoya Grampus con cui, grazie al terzo posto in campionato, ottiene l'accesso alla AFC Champions League 2009, competizione in cui esordirà il 20 maggio 2009 nel pareggio in trasferta per 1-1 contro i cinesi del Beijing Guoan. Il Grampus raggiungerà poi le semifinali del torneo. 
Nella stagione 2010 con il Grampus vince il campionato, pur non scendendo mai in campo durante la stagione. L'anno dopo vince anche la Supercoppa del Giappone 2011 pur non giocandovi.
Ritiratosi al termine della stagione 2016, chiusa con la retrocessione in cadetteria del Nagoya Grampus, nel 2017 entra nello staff del marketing e delle pubbliche relazioni del club.

## Palmarès

### Club
- Campionato giapponese: 1

Nagoya Grampus: 2010
- Supercoppa del Giappone: 1

Nagoya Grampus: 2011